# 尼古拉·科羅利科夫
尼古拉·帕夫洛維奇·科羅利科夫（羅馬化：Nikolay Pavlovich Korolkov；1946年11月28日—2024年7月5日），俄羅斯男子馬術運動員。他曾代表蘇聯參加1980年夏季奧林匹克運動會馬術比賽，並獲得團體場地障礙賽金牌及個人場地障礙賽銀牌。